# FOXライフ
FOXライフ （フォックスライフ、FOXlife）は、FOXインターナショナル・チャンネルズ（現・FOXネットワークス・グループ）が運営していた専門チャンネル。海外で話題のドラマやバラエティなどの番組を放送する、女性向けライフスタイル＆エンターテインメントチャンネル。

## 沿革
- 2005年12月14日 - HDTVチャンネル「FOXライフHD」（FOXlife HD）として開局。ケーブルテレビのJ:COM、イッツコム、T-COMでのデジタル放送で視聴可能であった。
- 2008年8月1日 - J:COMで「FOX HD」（FOXチャンネルのサイマル放送）放送開始に伴い、当チャンネルはSDTVの「FOXライフ」に変更。
- 2008年10月1日 - スカパー!（現・スカパー!プレミアムサービス）・Ch.283（従来「she TV」を放送。委託放送事業者はジャパンイメージコミュニケーションズ）で放送開始。
- 2009年4月1日 - スカパー!e2（現・スカパー!）にて「FOXプラス」開局。一部時間帯で当チャンネルのサイマル放送を行っている。
- 2009年10月1日 - スカパー!で「FOXライフ HD」放送開始（チャンネルとしては放送再開となる）。スカパー!・Ch.283の放送事業者をFOXインターナショナル・チャンネルズ（現・FOXネットワークス）に変更、同時に衛星役務利用放送に移行。
- 2011年7月7日 - 6月30日で閉局したFOXベイビーの番組を引き継ぐ。
- 2011年9月30日 - 放送終了。なお、FOXライフで放送されていた番組の一部はFOXおよびFOX bs238 → FOXスポーツ&エンターテイメントにて放送が継続された。また、FOXライフが放送されていたチャンネルでは翌10月1日以降、同じFOXが運営するナショナル ジオグラフィック チャンネルの新チャンネル『ナショジオ ワイルド』として放送を開始した。

## 主な番組

### ドラマ
- Lの世界 ※R-15指定
- 女検死医ジョーダン
- ゴースト 〜天国からのささやき
- ミディアム 霊能捜査官アリソン・デュボア
- HUFF
- NIP/TUCK マイアミ整形外科医 ※R-15指定
- Weeds ママの秘密
- アリー my Love
- アントラージュ★オレたちのハリウッド
- キッチン・コンフィデンシャル Kitchen Confidential
- 恋するアンカーウーマン
- ファッション・ハウス
- SATISFACTION
- デスパレートな妻たち ラテン版
- GREEK〜ときめき★キャンパスライフ Greek
- アグリー・ベティ
- 跳べ!ロックガールズ〜メダルへの誓い Make It or Break It
- マダム・プレジデント 星条旗をまとった女神

### アジアンドラマ
- 宮
- 宮S
- オーバー・ザ・レインボー
- グレード・キャッツビー
- キャビンアテンダント物語〜天使のラブ・ウォーズ

### コメディ
- G-SPOT 〜彼女たちの好きなこと
- アシュトン・カッチャーの70'sショー
- ウィル&グレイス
- サン・オブ・ザ・ビーチ
- ダーマ&グレッグ
- ブル～ス一家は大暴走!
- フレンズ
- 天才少年 マルコム奮闘気
- Scrubs〜恋のお騒がせ病棟
- ママと恋に落ちるまで
- アラフォー♀とルーキー♂
- クーガータウン

### バラエティ
- America's Next Top Model
- UK's Next Top Model
- VICTORIA'S SECRET FASHION SHOW
- アメリカン・アイドル
- アメリカン・ダンスアイドル
- クィア・アイ
- シンプル・ライフ
- サバイバー
- ヘルズ・キッチン〜地獄の厨房

### ライフスタイル
- クイア・アイ♂♀ ゲイ5のダサ男改造計画
- Baby TV